# The Line of Best Fit
The Line of Best Fit è una rivista online britannica che si occupa prevalentemente di musica.